# Lennart Hartmann
Lennart Hartmann (Berlín, 3 d'abril de 1991) és un futbolista alemany que juga com a centrecampista pel BFC Preussen II.